# The Band (Musical)
The Band (seit Frühling 2023 unter dem Namen "Greatest Days" aufgeführt) ist ein im September 2017 uraufgeführtes Jukebox-Musical des britischen Dramaturgen Tim Firth (The Girls), geschrieben zur Musik der Band Take That. Die Bandmitglieder Gary Barlow, Howard Donald, Mark Owen und Robbie Williams beteiligten sich als Ko-Produzenten an der Ausgestaltung des Stückes. Die fünf Hauptdarsteller behaupteten sich zuvor in der BBC-West-End-Castingshow Let It Shine, an der nach einer Vorauswahl 61 Bewerber teilnahmen. Im Verlauf des Castings hatten sie sich zur Boygroup Five to Five zusammengeschlossen.
Die Premiere der deutschen Inszenierung durch Stage Entertainment fand am 11. April 2019 im Berliner Theater des Westens statt. Buch und Dialoge wurden hierfür ins Deutsche übersetzt, die Lieder verbleiben im Originalton (englisch). Nach 180 Aufführungen zog die Inszenierung weiter nach München.
Am 14. Dezember 2023 findet die Schweizer Premiere unter dem neuen Titel "Greatest Days" im Le Théâtre in Emmen statt. Die Dialoge wurden aus dem Englischen auf Schweizerdeutsch übersetzt. Die Songtexte verbleiben im Original.

## Aufführungen
- England: Manchester: Weltpremiere: 8. September 2017, Derniere: 30. September 2017
- UK & Irland: Tournee: Premiere: 3. Oktober 2017, Derniere: 16. März 2019
- England: London: Premiere: 1. Dezember 2018, Derniere: 12. Januar 2019 (50 Aufführungen)
- Deutschland: Berlin: Premiere: 11. April 2019, Derniere: 15. September 2019
- Deutschland: München: Premiere: 11. Oktober 2019, Derniere: 3. November 2019 (23 Aufführungen)
- Schweiz: Emmen: Premiere: 14. Dezember 2023, Derniere: 21. Januar 2024 (23 Aufführungen)

## Besetzungen
Anmerkung: u/s = Zweitbesetzung (understudy)
| Rolle         | Schauspieler (Manchester, Tour, West End)                            | Schauspieler (Berlin, München)                                               |
| ------------- | -------------------------------------------------------------------- | ---------------------------------------------------------------------------- |
| The Band      | Sario Solomon AJ Bentley Nick Carsberg Curtis T Johns Yazdan Qafouri | Sario Solomon Alex Charles Taddeo Pellegrini Prince Damien Helge Mark Lodder |
| Jeff          | Martin Miller                                                        | Tilman Madaus (u/s Daniel Rossmeisl)                                         |
| Alle Daves    | Andy Williams                                                        | Daniel Rossmeisl (u/s Tilman Madaus)                                         |
| Rachel        | Rachel Lumberg                                                       | Silke Geertz                                                                 |
| Heather       | Emily Joyce                                                          | Laura Leyh (u/s Heike Kloss)                                                 |
| Claire        | Alison Fitzjohn                                                      | Yvonne Köstler (u/s Silke Geertz)                                            |
| Zoe           | Jayne McKenna                                                        | Heike Kloss                                                                  |
| Young Rachel  | Faye Christall                                                       | Maria Arnold (u/s Ruth Lauer, Clara Mills-Karzel)                            |
| Young Heather | Katy Clayton                                                         | Jara Buczynski (u/s Kristin Heil, Clara Mills-Karzel)                        |
| Young Claire  | Sarah Kate Howarth                                                   | Kristin Heil (u/s Isabel Waltsgott)                                          |
| Young Zoe     | Lauren Jacobs                                                        | Laura Saleh (u/s Isabel Waltsgott)                                           |
| Young Debbie  | Rachelle Diedericks                                                  | Ruth Lauer (u/s Isabel Waltsgott, Clara Mills-Karzel)                        |

## Rezeption
Deutsche Inszenierungen

„[…] einen Abend lang in längst vergessenen Jugendträumen schwelgen! Das wird ein Hit“

„Es ist ein wirklich ganz starkes Musical, das der englische Dramatiker und Songschreiber Tim Firth da 2017 geschrieben hat, es geht zu Herzen, es begeisterte auch gestern Abend im Deutschen Theater in München das Publikum, es reißt mit, es rührt zu Tränen, es macht Mut und Freude, es ist das, was die Briten ein „Feel Good“-Stück nennen.“

„[…] ein wunderbares Coming-of-Age-Stück, bei dem die Grenzen zwischen Drama und Komödie anrührend verwischen. Ergreifende, nostalgische Melodien und Momente gibt es viele.“

„Ohrwurm-Garantie!“

„[…] ein hinreißendes und sehr britisches Stück mit vielen wunderbaren Bühneneinfällen voller Zeitgeschichte, Gänsehaut-Momenten und 90er-Jahre-Flair […] Wer am Ende nicht mindestens eine kleine Träne verdrückt hat, der hat kein Herz. Oder einfach noch nie während eines Konzerts hemmungslos laut mitgesungen vor Glück.“

„Ein sehnender, reuevoller Schulterschluss mit dem jüngeren Ich, mit den eigenen, verronnenen Jahren! …eine Geschichte über Frauenfreundschaften, das Erwachsenwerden und die wunderschöne, von jeglicher ironischen Distanz unbehelligte Hysterie des Popfanwesens.“

„The Band ist ein familienfreundlicher Nostalgietrip ohne den üblichen Bombast. Ein angenehm handgemachtes Musical, in dem es vor allem gehörig menschelt.“

Uraufführung

„Eine wahnsinnig witzige und zugleich unglaublich herzzerreißende Geschichte.“

## Filmadaptation
Unter dem englischen Originaltitel des Musicals The Greatest Days erschien am 16. Juni 2023 eine Leinwandadaption, mit den Songs von Take That.